# Вятролом (Поморське воєводство)
Вятролом (пол. Wiatrołom, нім. Viartlum) — село в Польщі, у гміні Мястко Битівського повіту Поморського воєводства.
Населення — 74 особи (2011).
У 1975-1998 роках село належало до Слупського воєводства.

## Демографія
Демографічна структура станом на 31 березня 2011 року:
|          | Загалом | Допрацездатний вік | Працездатний вік | Постпрацездатний вік |
| -------- | ------- | ------------------ | ---------------- | -------------------- |
| Чоловіки | 44      | 9                  | 28               | 7                    |
| Жінки    | 30      | 4                  | 18               | 8                    |
| Разом    | 74      | 13                 | 46               | 15                   |